# Huluboaia, Cahul
Huluboaia este un sat din raionul Cahul, Republica Moldova, învecinat la nord cu Doina, iar la sud cu Tătărești.

## Istorie
Satul a fost înființat de către imigranți de origine cehă în secolul 19-lea sub numele ceh Novohrad, schimbat mai târziu în numele rusificat Goluboie și romanizat ca Huluboaia. Până astăzi supraviețuiește o mică comunitate cehească de 128 oameni, declarați în recensământ sub categoria „altele”. Majoritatea locuitorilor provine din familii mixte cu strămoșii de origine cehă, iar mulți Cehii au emigrat după 1991 la Cehia. Comunitatea cehă a fost distrusă deja după al Doilea Război Mondial când sute dintre locuitori declarați trădători de către regimul stalinist au fost expulzați în Kazakstan. Din anii șaizeci ai secolului al XX-a comunitatea primea oameni de alte etnii, iar multe familii purtă nume de familie cehe - Karásek, Lněnička, Lauda etc. În satul activează fanarea cehă și corul Perlička (Bibilică), școală primară purtă numele scriitorului ceh Jaroslav Hašek și școală muzicală purtă numele primului conductor de fanfare locală, Josef Karásek.

## Demografie
Structură etnică
     moldoveni (46,29%)
     ucraineni (25,91%)
     ruși (7,81%)
     găgăuzi (1,58%)
     bulgari (5,54%)
     români (0,2%)
     evrei (0%)
     polonezi (0%)
     țigani (0%)
     alte etnii / nedeclarată (12,67%)
Conform datelor recensământului din 2004, populația localității este de 1.011 locuitori, dintre care 494 (48,86%) bărbați și 517 (51,14%) femei. Structura etnică a populației în cadrul localității arată astfel:
- moldoveni — 468;
- ucraineni — 262;
- ruși — 79;
- găgăuzi — 16;
- bulgari — 56;
- români — 2;
- altele / nedeclarată — 128.

## Administrație și politică
Componența Consiliului local Huluboaia (9 consilieri), ales la 5 noiembrie 2023, este următoarea:
|  | Partid                                       | Consilieri | Componență | Componență | Componență | Componență | Componență | Componență | Componență |
|  | -------------------------------------------- | ---------- | ---------- | ---------- | ---------- | ---------- | ---------- | ---------- | ---------- |
|  | Partidul Democrat Modern din Moldova         | 7          |            |            |            |            |            |            |            |
|  | Partidul Socialiștilor din Republica Moldova | 2          |            |            |            |            |            |            |            |